# Comitatul Montagu, Tasmania

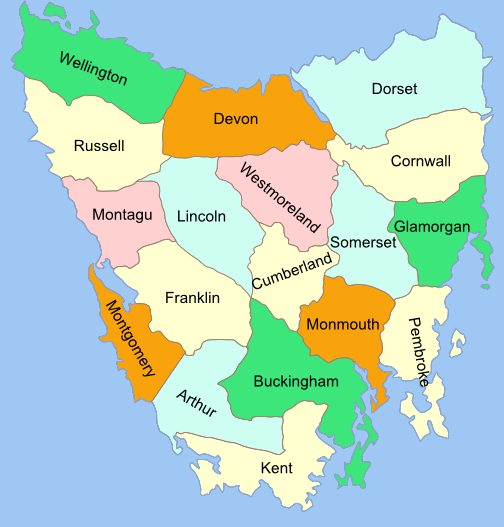
Hartă a diviziunilor administrative ale Tasmaniei.

Comitatul Montagu, Tasmania, conform originalului Montagu County, Tasmania, este unul din cele 18 de unități administrative ale insulei Tasmania, unul din cele șase state federale ale Australiei.

## Comitatele Tasmaniei
- Comitatul Arthur
- Comitatul Buckingham
- Comitatul Cornwall
- Comitatul Cumberland
- Comitatul Devon
- Comitatul Dorset
- Comitatul Franklin
- Comitatul Glamorgan
- Comitatul Kent
- Comitatul Lincoln
- Comitatul Monmouth
- Comitatul Montagu
- Comitatul Montgomery
- Comitatul Pembroke
- Comitatul Russell
- Comitatul Somerset
- Comitatul Wellington
- Comitatul Westmoreland